# شورش برادواتر فارم
شورش برادواتر فارم در ۶ اکتبر ۱۹۸۵ در منطقه برادواتر فارم تاتنهام (شمال لندن) رخ داد. این شورش با کشته شدن ساینتیا جزت و افسر پلیسی با نام کیث بلک‌لاک روی داد. 